# 1000-km-Rennen von Monza 1982

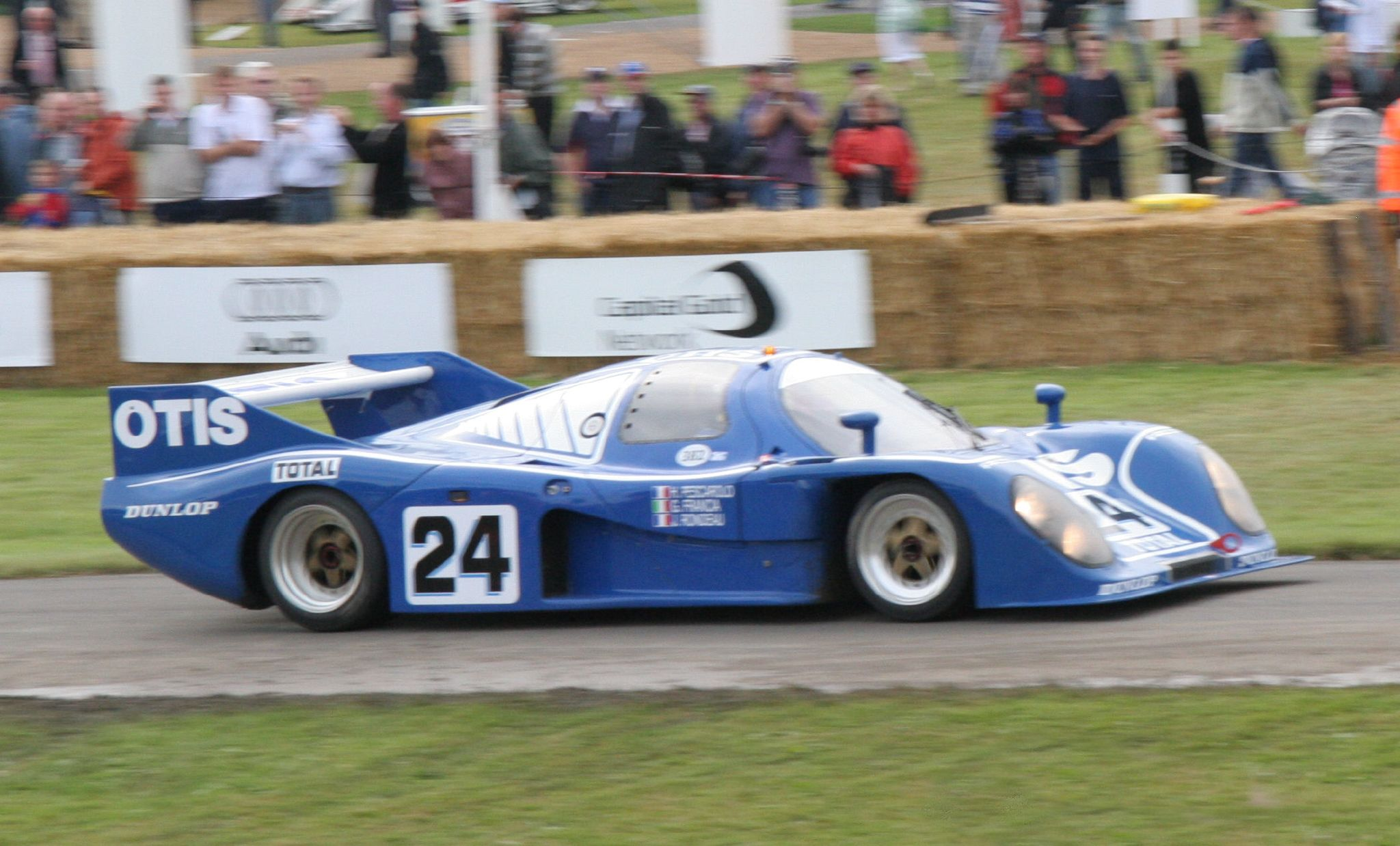
Rondeau M382; dieses Chassis fuhren in Monza Henri Pescarolo und Giorgio Francia zum Sieg

Das 23.  1000-km-Rennen von Monza, auch Trofeo Filippo Caracciolo, Autodromo Nazionale di Monza, fand am 18. April 1982 auf dem Autodromo Nazionale di Monza statt und war der erste Wertungslauf der Sportwagen-Weltmeisterschaft dieses Jahres.

## Das Rennen
Mit dem 1000-km-Rennen von Monza begann im April die Sportwagen-Weltmeisterschaft 1982, die acht Rennen umfasste und am 17. Oktober mit dem 1000-km-Rennen von Brands Hatch endete. Der erklärte Favorit auf den Gesamtsieg dieses Rennes war das Werksteam von Lancia, das im Jahr davor ex aequo mit Porsche die Gesamtwertung der Meisterschaft gewonnen hatte. Die Italiener kamen mit zwei Lancia LC1 an die traditionsreiche Strecke in Oberitalien. Als einziger Gegner wurde nur der Werks-Ford C100 betrachtet. Umso mehr überraschte es, dass weder die beiden Lancia noch der Ford die beste Trainingszeit erzielen konnten. Henri Pescarolo fuhr diese auf einem Rondeau M382. Gemeinsam mit seinem Teamkollegen Giorgio Francia konnte er auch das Rennen gewinnen, nachdem sowohl die Lancias als auch der Ford nach technischen Defekten ausfielen.

## Ergebnisse

### Schlussklassement
| 1                  | C        | 24 | Automobiles Jean Rondeau     | Henri Pescarolo Giorgio Francia                        | Rondeau M382           | 173 |
| 2                  | Gruppe 5 | 84 | Porsche Kremer Racing        | Rolf Stommelen Ted Field                               | Porsche 935K3/81       | 172 |
| 3                  | Gruppe 6 | 64 | Escolette                    | Gabriele Ciuti Mario Benusiglio Giuseppe Piazzi        | Osella PA7             | 167 |
| 4                  | Gruppe 5 | 86 | Vegla Racing Team            | Dieter Schornstein Volkert Merl                        | Porsche 935J           | 167 |
| 5                  | Gruppe 5 | 81 | Scuderia Vesuvio             | Mario Casoni Joe Castellano Mark Thatcher              | Lancia Beta Montecarlo | 163 |
| 6                  | C        | 9  | WM Secateva                  | Roger Dorchy Guy Fréquelin Jean-Daniel Raulet          | WM P82                 | 162 |
| 7                  | Gruppe 5 | 82 | Scuderia Vesuvio             | Guido Daccò Gianni Giudici Mark Thatcher               | Lancia Beta Montecarlo | 157 |
| 8                  | GTX      | 98 | Scuderia Bellancauto         | Giovanni Del Buono Odoardo Govoni                      | Ferrari 512 BB         | 151 |
| 9                  | GTX      | 94 | Richard Cleare Racing        | Richard Cleare Tony Dron                               | Porsche 934            | 150 |
| 10                 | GT       | 95 | Jens Winther                 | Jens Winther Lars-Viggo Jensen                         | BMW M1                 | 148 |
| 11                 | GT       | 96 | Formel Rennsport Club Zürich | Peter Zbinden Edi Kofel                                | Porsche 924 Carrera    | 125 |
| Disqualifiziert    |          |    |                              |                                                        |                        |     |
| 12                 | C        | 4  | Joest Racing                 | Bob Wollek Jean-Michel Martin Philippe Martin          | Porsche 936C           | 162 |
| 13                 | C        | 18 | Lola Cars Ltd.               | Guy Edwards Rupert Keegan                              | Lola T610              | 1   |
| Ausgefallen        |          |    |                              |                                                        |                        |     |
| 14                 | Gruppe 6 | 55 | Scuderia Mirabella           | Diulio Truffo Luigi Moreschi                           | Osella PA9             | 158 |
| 15                 | Gruppe 5 | 93 | BMW Italia                   | Enzo Calderari Umberto Grano                           | BMW M1                 | 136 |
| 16                 | Gruppe 5 | 88 | Charles Ivey Racing          | John Cooper Paul Smith                                 | Porsche 935K3          | 112 |
| 17                 | Gruppe 6 | 52 | Martini Racing               | Piercarlo Ghinzani Teo Fabi                            | Lancia LC1             | 104 |
| 18                 | C        | 8  | Grid Racing                  | David Hobbs Emilio de Villota                          | Grid Plaza S1          | 99  |
| 19                 | Gruppe 6 | 51 | Martini Racing               | Riccardo Patrese Michele Alboreto                      | Lancia LC1             | 93  |
| 20                 | GTX      | 97 | GTi Engineering              | Jonathan Palmer Richard Lloyd                          | Porsche 924 Carrera    | 90  |
| 21                 | Gruppe 5 | 87 | Weralit Racing               | Edgar Dören Jürgen Lässig                              | Porsche 935K3          | 55  |
| 22                 | C        | 12 | Christian Bussi              | Christian Bussi François Sérvanin Jacques Guérin       | Rondeau M382           | 38  |
| 23                 | Gruppe 5 | 85 | Vittorio Coggiola            | Vittorio Coggiola Vittorio Giuliani Angelo Pallavicini | Porsche 935K3          | 31  |
| 24                 | Gruppe 6 | 53 | Michel Lateste               | Michel Lateste Jean Deret Jean-Marie Lemerle           | LMA 002                | 28  |
| 25                 | C        | 6  | GS Tuning                    | Hans-Joachim Stuck Hans Heyer                          | Sauber SHS C6          | 21  |
| 26                 | C        | 1  | Ford Motorenwerke AK         | Klaus Ludwig Manfred Winkelhock Marc Surer             | Ford C100              | 18  |
| 27                 | C        | 7  | Peter Sauber                 | Siegfried Müller junior Walter Brun                    | Sauber SHS C6          | 14  |
| Nicht gestartet    |          |    |                              |                                                        |                        |     |
| 28                 | Gruppe 6 | 62 | Jolly Club                   | Carlo Facetti Carlo Franchi Martino Finotto            | Osella PA9             | 1   |
| 29                 | Gruppe 6 | 65 | Piergiorgio Mussa            | Luigi Pozzo Piergiorgio Mussa Mario Perego             | GRD S73                | 2   |
| Nicht qualifiziert |          |    |                              |                                                        |                        |     |
| 30                 | C        | 16 | Momo Racing                  | Giampiero Moretti Mauro Baldi                          | March 82G              | 3   |
| 31                 | Gruppe 6 | 56 | Giuseppe Arlotti             | Giuseppe Arlotti Gabriele Mezzini                      | Chevron B36            | 4   |
| 32                 | Gruppe 5 | 89 | Gabriele Gottifredi          | Gabriele Gottifredi Giancarlo Galimberti Giulio Rebai  | Porsche Carrera RSR    | 5   |
| 32                 | Gruppe 5 | 91 | Giancarlo Galimberti         | Giancarlo Galimberti Giulio Rebai Renato Crosti        | Audi quattro           | 6   |
| 34                 | Gruppe 5 | 92 | Kenneth Leim                 | Kurt Simonsen Kenneth Leim                             | BMW 320i               | 7   |

1 Motorschaden im Training
2 nicht gestartet
3 nicht qualifiziert
4 nicht qualifiziert
5 nicht qualifiziert
6 nicht qualifiziert
7 nicht qualifiziert

### Nur in der Meldeliste
Hier finden sich Teams, Fahrer und Fahrzeuge die ursprünglich für das Rennen gemeldet waren, aber aus den unterschiedlichsten Gründen daran nicht teilnahmen.
| Pos. | Klasse   | Nr. | Team                 | Fahrer                                                 | Chassis                |
| ---- | -------- | --- | -------------------- | ------------------------------------------------------ | ---------------------- |
| 35   | C        | 2   | Ford Motorenwerke AG | Marc Surer Klaus Niedzwiedz                            | Ford C100              |
| 36   | C        | 15  | March Engineering    |                                                        | March 82G              |
| 37   | B        | 31  | Fritz Müller         | Fritz Müller Georg Memminger                           | Porsche 930            |
| 38   | Gruppe 6 | 54  | Scuderia Mirabella   | Enzio Baribbi Dario Luraghi                            | Osella PA9             |
| 39   | Gruppe 6 | 57  | Scuderia Vesuvio     | Gerardo Vatielli                                       | Osella PA9             |
| 40   | Gruppe 6 | 58  | Scuderia Vesuvio     | Pasquale Barberio                                      | Osella PA9             |
| 41   | Gruppe 6 | 59  | Ruggero Parpinelli   | Ruggero Parpinelli Silvano Frisori                     | Osella PA8             |
| 42   | Gruppe 6 | 61  | Roberto Marazzi      | Roberto Marazzi Willi Lovato                           | Osella PA8             |
| 43   | Gruppe 6 | 63  | Escolette            | Fabio Siliprandi Maggi                                 | Osella PA7             |
| 44   | Gruppe 6 | 66  | Alfio Frasson        | Alfio Frasson Luigi de Angelis                         | Osella                 |
| 45   | Gruppe 5 | 83  | Germano Nataloni     | Germano Nataloni Gianfranco Ricci                      | Lancia Beta Montecarlo |
| 46   | GTX      | 99  | Scuderia Bellancauto | Carlo Ambroggi Pierluigi Pantaleoni Maurizio Micangeli | Ferrari 512 BB         |

### Klassensieger
| Klasse   | Fahrer             | Fahrer            | Fahrer          | Fahrzeug         | Platzierung im Gesamtklassement |
| -------- | ------------------ | ----------------- | --------------- | ---------------- | ------------------------------- |
| C        | Henri Pescarolo    | Giorgio Francia   |                 | Rondeau M382     | Gesamtsieg                      |
| GTX      | Giovanni Del Buono | Odoardo Govoni    |                 | Ferrari 512 BB   | Rang 8                          |
| GT       | Jens Winther       | Lars-Viggo Jensen |                 | BMW M1           | Rang 10                         |
| Gruppe 5 | Rolf Stommelen     | Ted Field         |                 | Porsche 935K3/81 | Rang 2                          |
| Gruppe 6 | Gabriele Ciuti     | Mario Benusiglio  | Giuseppe Piazzi | Osella PA7       | Rang 3                          |

### Renndaten
- Gemeldet: 48
- Gestartet: 29
- Gewertet: 11
- Rennklassen: 5
- Zuschauer: 12.000
- Wetter am Renntag: Trocken und warm
- Streckenlänge: 5,800 km
- Fahrzeit des Siegerteams: 5:33:56,200 Stunden
- Gesamtrunden des Siegerteams: 173
- Gesamtdistanz des Siegerteams: 1003,400 km
- Siegerschnitt: 80,286 km/h
- Pole Position: Henri Pescarolo – Rondeau M382 (#24) - 1.46.100
- Schnellste Rennrunde: Riccardo Patrese – Lancia LC1 (#52) 1.44.300 - 200,192 km/h
- Rennserie: 1. Lauf zur Sportwagen-Weltmeisterschaft 1982